# 守口生野記念病院
守口生野記念病院（もりぐちいくのきねんびょういん）は、社会医療法人弘道会が大阪府守口市佐太中町に設置する病院。

## 概要
救急告示病院に指定されている。公益財団法人日本医療機能評価機構認定病院（評価結果は3rdG:Ver.2.0（5回目,2019年9月6日認定,2024年5月16日認定有効期限））。

## 診療科
- 内科[3]
- 人工透析内科[3] - 透析センターに17床の透析用病床を有している[4]。
- 外科[3]
- 整形外科[3]
- 脳神経外科[3]
  - 脊椎・脊髄センター[5]
  - 脳卒中センター[5]
- 循環器内科[3]
- 神経内科[3] - 疾患によっては、脳神経外科等の診療科と協力しながら治療を行っている[6]。
- 泌尿器科[3]
- 呼吸器内科[3]
- 形成外科[3]
- 眼科[3]
- 皮膚科[3]
- 小児科[3]
- リハビリテーション科[3]
- 放射線科[3]
- 麻酔科[3]
- 消化器内科[3]
- 腎臓内科[3]
- 心臓血管外科[3]
- 精神科[3]

## 医療機関の認定
- 保険医療機関[3]
- 労災保険指定病院[3]
- 公害医療機関[3]
- 生活保護法指定病院（中国残留邦人等の円滑な帰国の促進並びに永住帰国した中国残留邦人等及び特定配偶者の自立の支援に関する法律（平成6年法律第30号）に基づく指定医療機関を含む[3]。）
- 臨床研修病院[3]
- 指定自立支援病院（更生医療）[3]
- 指定自立支援医療機関（精神通院医療）[3]
- 原子爆弾被害者医療指定病院[3]
- 原資爆弾被害者一般疾病医療取扱病院[3]
- DPC対象病院[3]
- 在宅療養支援病院[3]

## 交通アクセス
- OsakaMetro谷町線・大阪モノレール本線「大日駅」4番出口より徒歩20分（1,600ｍ）[7]
- 京阪バス「金田」停留所下車すぐ[8]

## 周辺
- ジャガータウン セントラル(ショッピングモール)
- 守口佐太郵便局

## 系列病院（社会医療法人弘道会）
- 寝屋川生野病院
- 萱島生野病院
- なにわ生野病院